# Twardogóra
Twardogóra est une ville de Pologne, située dans l'ouest du pays, dans la voïvodie de Basse-Silésie. Elle est le chef-lieu de la gmina de Twardogóra, dans le powiat d'Oleśnica.

## Histoire
De 1742 à 1945, Festenberg fait partie de l'arrondissement de Groß Wartenberg (de) dans le district de Liegnitz au sein de la province de Silésie.